# Курды (Сумская область)
Курды (укр. Курди) — упразднённое село, Каменский сельский совет, Лебединский район, Сумская область,
Украина.
Население по данным 1984 года составляло 10 человек.
Село ликвидировано в 1988 году.

## Географическое положение
Село Курды находится в 2-х км от правого берега реки Псёл.
На расстоянии в 1 км расположены сёла Чернышки, Боброво и Каменное.
По селу протекает пересыхающий ручей с запрудой.

## История
- 1988 — село ликвидировано[1].